# 申奉仙
申奉仙（韓語：신봉선，1980年10月6日—），韓國著名搞笑藝人、主持人，其實擁有強大的舞蹈實力。

## 演出作品

### 綜藝節目
- 2001年 KBS 《Happy Together》
- 2007年-2013年 MBC everyone《無限Girls》
- 2008年 KBS2 《申東燁與申奉仙的香檳》
- 2009年 MBC 《偶像軍團紅了她》（第五季-MBLAQ）
- 2010年 SBS 《家族的誕生2》 固定出演
- 2010年 SBS 《英雄豪傑》 固定出演
- 2010年 SBS 《Running Man》EP.09 with 李洪基、金秀路
- 《志龍和勝利探密生活-聯誼篇》飾演 志龍、勝利的聯誼對象
- 2011年 SBS 《Running Man》EP.43 with IU
- 2011年 SBS 《Running Man》EP.56 with 金淑、安文淑、楊靜雅
- 2015年 MBC 《神秘音樂秀：蒙面歌王》 藝人評審團
- 2019年 MBN《戀愛DNA研究所X》
- 2020年 JTBC《認識的哥哥》2020.10.10
- 2021年 SBS《射门的她们》
- 2021年 MBC《玩什麼好呢》2021.09.04、2021.09.11

### 電視劇
- 2012年 tvN 《請回答1997》 第6集 客串 HOT釜山俱樂部的會長
- 2013年 JTBC 《皇家別墅》

### 音乐参与
- Celeb Five 名人No.1 (2018年1月24日)
- Celeb Five Shutter (2018年11月 19日)
- Celeb Five 买没看过的眼 (2019年8月19日)
- 副角色Capsai shin（辣椒素） Spicy love （2020年）

## 獲獎經歷
- 2007年 KBS演藝大賞 女子部門 笑星優秀獎
- 2008年 KBS演藝大賞 SHOW娛樂 優秀主持人獎
- 2009年 KBS演藝大賞 SHOW娛樂 MC部門女子優秀獎
- 2008年 SBS演藝大賞 導演心目中的最佳主持人
- 2009年 SBS演藝大賞 廣播DJ獎
- 2009年 SBS演藝大賞 演藝部門 優秀獎
- 2010年 SBS演藝大賞 最佳TV 明星獎
- 2018年 KBS演藝大賞 喜剧部门女子最優秀獎

## 外部連結
- 申奉仙的Instagram帳戶